# Rick Warren
Rick Warren (ur. 28 stycznia 1954) – amerykański pastor i pisarz baptystyczny. Jest założycielem i starszym pastorem zboru Saddleback – ewangelikalnego megakościoła mieszczącego się w Lake Forest (Kalifornia); obecnie jest to ósma co do wielkości lokalna gmina chrześcijańska w Stanach Zjednoczonych.
Ponad 400.000 pastorów brało udział w jego seminariach na temat "kościoła świadomego celu". Jest on również autorem wielu bestsellerowych książek chrześcijańskich, w tym przewodnika do posługi kościelnej i ewangelizacji „The Purpose Driven Life” (Życie świadome celu), który został przetłumaczony na 56 języków i sprzedał się w ponad trzydziestu milionach egzemplarzy.